# EPrix van Peking 2015
De ePrix van Peking 2015 werd gehouden op 24 oktober 2015 op het Beijing Olympic Green Circuit. Het was de eerste race van het seizoen.
De race werd gewonnen door Sébastien Buemi voor Renault e.Dams, nadat hij ook pole position behaalde. Lucas di Grassi werd tweede voor ABT Schaeffler Audi Sport en Mahindra Racing Formula E Team-coureur Nick Heidfeld maakte het podium compleet.

## Kwalificatie
| Pos | No | Coureur                | Team                            | Q1       | Q2       | Grid |
| --- | -- | ---------------------- | ------------------------------- | -------- | -------- | ---- |
| 1   | 9  | Sébastien Buemi        | Renault e.Dams                  | 1:37.488 | 1:37.297 | 1    |
| 2   | 8  | Nicolas Prost          | Renault e.Dams                  | 1:38.206 | 1:37.581 | 2    |
| 3   | 23 | Nick Heidfeld          | Mahindra Racing Formula E Team  | 1:38.512 | 1:38.339 | 3    |
| 4   | 11 | Lucas di Grassi        | ABT Schaeffler Audi Sport       | 1:38.519 | 1:39.539 | 4    |
| 5   | 25 | Jean-Éric Vergne       | DS Virgin Racing Formula E Team | 1:38.028 | 2:21.284 | 5    |
| 6   | 4  | Stéphane Sarrazin      | Venturi Formula E Team          | 1:38.645 |          | 6    |
| 7   | 21 | Bruno Senna            | Mahindra Racing Formula E Team  | 1:38.761 |          | 7    |
| 8   | 6  | Loïc Duval             | Dragon Racing                   | 1:42.726 |          | 8    |
| 9   | 2  | Sam Bird               | DS Virgin Racing Formula E Team | 1:38.884 |          | 9    |
| 10  | 7  | Jérôme d'Ambrosio      | Dragon Racing                   | 1:39.058 |          | 10   |
| 11  | 66 | Daniel Abt             | ABT Schaeffler Audi Sport       | 1:39.220 |          | 11   |
| 12  | 12 | Jacques Villeneuve     | Venturi Formula E Team          | 1:39.665 |          | 12   |
| 13  | 27 | Robin Frijns           | Andretti Formula E Race Team    | 1:39.672 |          | 13   |
| 14  | 28 | Simona De Silvestro    | Andretti Formula E Race Team    | 1:39.681 |          | 14   |
| 15  | 88 | Oliver Turvey          | NEXTEV TCR Formula E Team       | 1:39.734 |          | 15   |
| 16  | 55 | António Félix da Costa | Team Aguri                      | 1:40.295 |          | 16   |
| 17  | 77 | Nathanaël Berthon      | Team Aguri                      | 1:40.386 |          | 17   |
| 18  | 1  | Nelson Piquet jr.      | NEXTEV TCR Formula E Team       | 1:40.638 |          | 18   |

## Race
| Pos | No | Coureur                | Team                            | Rondes | Tijd/Oorzaak uitval | Grid | Punten |
| --- | -- | ---------------------- | ------------------------------- | ------ | ------------------- | ---- | ------ |
| 1   | 9  | Sébastien Buemi        | Renault e.Dams                  | 26     | 50:08.835           | 1    | 30     |
| 2   | 11 | Lucas di Grassi        | ABT Schaeffler Audi Sport       | 26     | +11.006             | 4    | 18     |
| 3   | 23 | Nick Heidfeld          | Mahindra Racing Formula E Team  | 26     | +15.681             | 3    | 15     |
| 4   | 6  | Loïc Duval             | Dragon Racing                   | 26     | +16.009             | 8    | 12     |
| 5   | 7  | Jérôme d'Ambrosio      | Dragon Racing                   | 26     | +16.514             | 10   | 10     |
| 6   | 88 | Oliver Turvey          | NEXTEV TCR Formula E Team       | 26     | +39.466             | 15   | 8      |
| 7   | 2  | Sam Bird               | DS Virgin Racing Formula E Team | 26     | +47.531             | 9    | 6      |
| 8   | 77 | Nathanaël Berthon      | Team Aguri                      | 26     | +58.620             | 17   | 4      |
| 9   | 4  | Stéphane Sarrazin      | Venturi Formula E Team          | 26     | +1:07.814           | 6    | 2      |
| 10  | 27 | Robin Frijns           | Andretti Formula E Race Team    | 26     | +1:09.260           | 13   | 1      |
| 11  | 66 | Daniel Abt             | ABT Schaeffler Audi Sport       | 26     | +1:13.351           | 6    |        |
| 12  | 25 | Jean-Éric Vergne       | DS Virgin Racing Formula E Team | 26     | +1:31.040           | 5    |        |
| 13  | 21 | Bruno Senna            | Mahindra Racing Formula E Team  | 26     | +1:50.833           | 7    |        |
| 14  | 12 | Jacques Villeneuve     | Venturi Formula E Team          | 25     | +1 ronde            | 12   |        |
| 15  | 1  | Nelson Piquet jr.      | NEXTEV TCR Formula E Team       | 24     | Uitgevallen         | 18   |        |
| DNF | 8  | Nicolas Prost          | Renault e.Dams                  | 22     | Uitgevallen         | 2    |        |
| DNF | 55 | António Félix da Costa | Team Aguri                      | 13     | Uitgevallen         | 16   |        |
| DNF | 28 | Simona De Silvestro    | Andretti Formula E Race Team    | 2      | Ongeluk             | 14   |        |

## Standen na de race

### Coureurs
| Positie | Rijder            | Team                           | Punten |
| ------- | ----------------- | ------------------------------ | ------ |
| 1       | Sébastien Buemi   | Andretti Autosport             | 30     |
| 2       | Lucas di Grassi   | ABT Schaeffler Audi Sport      | 18     |
| 3       | Nick Heidfeld     | Mahindra Racing Formula E Team | 15     |
| 4       | Loïc Duval        | Dragon Racing                  | 12     |
| 5       | Jérôme d'Ambrosio | Dragon Racing                  | 10     |

### Constructeurs
| Positie | Team                           | Punten |
| ------- | ------------------------------ | ------ |
| 1       | Renault e.Dams                 | 30     |
| 2       | Dragon Racing                  | 22     |
| 3       | ABT Schaeffler Audi Sport      | 18     |
| 4       | Mahindra Racing Formula E Team | 15     |
| 5       | NEXTEV TCR Formula E Team      | 8      |